# Johann Rauch
Johann Rauch (ur. 19 czerwca 1917, zm. 17 listopada 1949 w Krakowie) – funkcjonariusz Sicherheitspolizei, uczestnik akcji 1005, zbrodniarz hitlerowski.

## Życiorys
W okresie przedwojennym był zatrudniony w urzędzie Gestapo w Monachium (Staatspolizei Leitstelle München).
Po rozpoczęciu niemieckiej okupacji Polski został przeniesiony do urzędu komendanta SD i policji bezpieczeństwa w Krakowie (KdS), na stanowisko asystenta kryminalnego (Kriminalassistent).
Od stycznia 1943 roku służył w urzędzie komendanta SD i policji bezpieczeństwa we Lwowie, w wydziale IIIC2 odpowiedzialnym za zwalczanie ruchu oporu. W czerwcu 1943 roku został mianowany zastępcą dowódcy Sonderkommando 1005. Było to specjalne komando, złożone z Żydów – więźniów obozu janowskiego, którego zadaniem było zacieranie śladów zbrodni, które Niemcy popełnili we Lwowie i innych miastach dystryktu Galicja.
W 1946 lub 1947 roku został aresztowany w Monachium. 5 grudnia 1947 roku został ekstradowany do Polski. 24 czerwca 1948 roku został skazany przez sąd w Krakowie na karę śmierci. Do jego skazania przyczyniły się m.in. zeznania Leona Weliczkera – jednego z nielicznych więźniów Sonderkommando 1005, którym udało się przeżyć wojnę. Wyrok wykonano 17 listopada 1949 roku.